# پدرخوانده (رمان)
پدرخوانده، رمانی پرفروش از ماریو پوزو است که در سال ۱۹۶۹ منتشر شد. پدرخوانده به عنوان اولین اثر از سری رمان‌هایش، واژگان ایتالیایی مانند کونسیلیِری (مشاور)، کاپورِژیم (رئیس گروه)، کوزا نوسترا (مافیا) و اومرتا (قانون سکوت) را به مخاطبان انگلیسی‌زبان معرفی کرد.  
این رمان در سال ۱۹۷۲ به فیلمی به همین نام تبدیل شد که برنده جایزه اسکار بهترین فیلم گردید. دو دنباله سینمایی با داستان‌های اصلی که پوزو خود در نگارش آنها مشارکت داشت، در سال‌های ۱۹۷۴ و ۱۹۹۰ منتشر شدند.  
این اثر از نظر واقعی بودن داستان و ترسیم چهره‌های انسانی از اعضاء و سرکردگان مافیای آمریکا اهمیت دارد. پدرخوانده از پرفروش‌ترین کتاب‌های تاریخ نشر آمریکاست ور تاریخ نشر جهان نیز در رتبه‌های نخست قرار دارد. براساس این داستان، سری فیلم‌های بسیار مشهور و پرفروش پدرخوانده ساخته شده‌است.
کتاب پدرخوانده در سال ۱۹۶۹ تولید شد و سه فیلم برتر پدر خوانده به‌وسیله این کتاب ساخته شدند که به موفق ترین فیلم های تاریخ هم تبدیل شدند.

## خلاصه داستان
خانواده کورلئونه یکی از پنج خانواده مافیای نیویورک است. پس از جنگ جهانی دوم، این خانواده‌ها از جنگ آشکار اجتناب کرده و به همکاری متقابل روی می‌آورند. این صلح پس از ترور دون ویتو کورلئونه توسط عوامل ویرجیل "ترک" سولوتزو، قاچاقچی مواد مخدر، به پایان می‌رسد.
دو پسر ویتو، سانتینو (سانی) و مایکل، با کمک مشاور خانواده تام هاگن و دو کاپوی آنها پیتر کلمنزا و سالواتور تسیو، وارد کسب‌وکار خانوادگی می‌شوند. وقتی مایکل، سولوتزو و محافظش کاپیتان فاسد پلیس نیویورک مارک مک‌کلاسکی را به قتل می‌رساند، درگیری به جنگی تمام‌عیار تبدیل می‌شود که به مرگ سانی منجر می‌گردد.
مایکل که در سیسیل در مخفیگاه به سر می‌برد، مجبور به بازگشت شده و به عنوان دن جدید کنترل خانواده را به دست می‌گیرد. تحت راهنمایی پدر بازنشسته‌اش، مایکل نقشه‌ای برای انتقام می‌کشد و همزمان پایگاه قدرت خانواده را به لاس وگاس منتقل می‌کند تا هدف مشروعیت بخشیدن به خانواده و خروج آنها از دنیای جنایت سازمان‌یافته را پیش ببرد.
این طرح شامل قتل تمام دشمنان خانواده کورلئونه می‌شود، از جمله کارلو ریتزی، شوهرخواهر مایکل که در قتل سانی نقش داشت. پس از فروش تمام کسب‌وکارهای باقیمانده خانواده در نیویورک، کورلئونه‌ها برای همیشه به لاس وگاس نقل مکان می‌کنند.

## شخصیت‌های اصلی خانواده کورلئونه
ویتو کورلئونه (دون):
- نام اصلی: ویتوریو آندولینی
- زادگاه: شهر کورلئونه در سیسیل
- پس از کشته شدن والدین و برادرش به آمریکا مهاجرت کرد
- نام خانوادگی خود را به یاد زادگاهش تغییر داد
- پدر چهار فرزند: سانی، فردو، مایکل و کانی
- پدرخوانده غیررسمی تام هاگن (ایرلندی) که به عنوان کونسیلیره خانواده فعالیت می‌کند
- پدرخوانده جانی فونتین، خواننده و بازیگر مشهور
مایکل کورلئونه:
- شخصیت محوری داستان
- علی‌رغم تمایل به زندگی آمریکایی با کِی آدامز (دوست دختر و همسر آینده‌اش)
- تقدیر او جانشینی پدر به عنوان رئیس امپراتوری خانوادگی است
ساختار سازمانی خانواده:
- یک سازمان جنایی با نفوذ ملی
- فعالیت‌های اصلی: حفاظت، قمار و اخاذی از اتحادیه‌ها
- سانی کورلئونه: معاون رئیس (آندرباس)
- پیتر کلمنزا و سالواتور تسیو: کاپورژیم‌های مسئول عملیات
- کارلو ریتزی: همسر سوءاستفاده‌گر کانی
- لوکا براسی و آل نری: اجراکنندگان خشونت